# ایدارد
ایدارد (به هلندی: Idaard) یک منطقهٔ مسکونی در هلند است که در بورنشتاین واقع شده‌است. ایدارد ۸۰ نفر جمعیت دارد.